# بچه‌های هور
بچه‌های هور یک مجموعه تلویزیونی محصول سال ۱۳۸۴ به کارگردانی عبدالله باکیده، نویسندگی داریوش مختاری و تهیه‌کنندگی محمدرضا تخت کشیان می‌باشد که در ۱۳ قسمت از شبکه پنج پخش شد.
داستان این مجموعه در روستایی در جنوب کشور رخ می‌دهد. سال ۱۳۵۹ است، جوانی به نام هاشم که کارش حمل مسافر با قایق است، با مردی به نام خالد مواجه می‌شود که قاتل پدرش است. همه نگران قتل خالد هستند. او به دلیل تعهدی که داده قرار است تا بعد از ازدواج خواهرش «عبیر» با برادر مقتول «سبحان» دهکده را ترک کند. قرار است تا روز عروسی هیچ گلوله‌ای شلیک نشود. اما در روز عروسی با آغاز جنگ ایران و عراق، هزاران گلوله شلیک می‌شود.

## بازیگران
- داوود رشیدی
- علی اوسیوند
- حمیرا ریاضی
- افسون افشار
- اصغر نقی‌زاده
- احمد کاوری
- علی سلیمانی
- مینا نوروزی
- صابر ابر
- محمد الهی
- حسین توشه
- فرشید زارعی‌فرد
- فریده دریامج
- مهران ضیغمی
- حامد کلاهداری
- فرامرز واحد
- نیلوفر هوشمند